# قطعنامه ۱۲۱۰ شورای امنیت
قطعنامه  ۱۲۱۰ شورای امنیت سازمان ملل متحد که در تاریخ ۲۴ نوامبر ۱۹۹۸ تصویب شد، سندی بین‌المللی دربارهٔ بررسی وضعیت میان عراق و کویت است. این قطعنامه طی نشست ۳۹۴۶ام با ۱۵ رای موافق، ۰ مخالف و ۰ ممتنع تصویب شد.